# Maxine Bahns
Maxine Bahns est une actrice américaine, née le 28 février 1971 à Stowe (Vermont, États-Unis).

## Biographie
Maxine Bahns est né à Stowe, au Vermont, très tôt ses parents ont déménagé à Long Island, New York. Son père est allemand-américain et sa mère est d'origine chinoise et brésilienne. Elle a une sœur, Brandy de St Phalle. À 16 ans, Bahns s'est rendu à Barcelone, Valence, Paris et Rome. Après son retour à New York, elle s'est inscrite à la New York University où elle s'est spécialisée en latin et en langue et littérature grecques. Elle possède un doctorat en langues Classiques.
Maxine Bahns a assisté à des cours de théâtre à la Beverly Hills Playhouse, et enseigné par Milton Katselas et a également étudié avec Ivana Chubbuck. Son premier rôle est arrivé quand son petit ami, l'acteur Edward Burns, lui a demandé de jouer dans son film à petit budget Les Frères McMullen. Elle est aussi apparue comme la femme de Simon Baker sur CBS's Mentalist.
Maxine Bahns a aussi travaillé pour l'agence Elite Model. Au cours de sa carrière comme modèle, elle est apparue sur de nombreux magazines, y compris sur les éditions américaines, italiennes et françaises de Vogue, FHM, Sports Illustrated pour les femmes, l'autonomie, Glamour, et Maxim.
En 2001, après avoir déménagé à Los Angeles, Maxine Bahns a participé à des triathlons, et au cours de l'année, elle a terminé le triathlon Ironman. Maxine Bahns a également participé à un certain nombre de triathlons comme Wildflower ½ Ironman et ½ Ironman Keauhou. Elle est apparue sur les couvertures de Runner's World, triathlète Magazine, et la FIT! Magazine.
Du 5 octobre 2003 à novembre 2006, Maxine Bahns était mariée avec Peter Crone.
Le 13 octobre 2007, elle s'est mariée avec Patrick Watson, le couple réside actuellement à Los Angeles.
Le 8 mars 2009, Maxine a donné naissance à sa fille Madison Watson Rose à Santa Monica, en Californie.

## Filmographie
- 1995 : Les Frères McMullen (The Brothers McMullen) d'Edward Burns : Audrey
- 1996 : Petits mensonges entre frères (She's the One) : Hope
- 1998 : Chick Flick
- 2000 : Spin Cycle : Vicky Taylor
- 2000 : Dangerous Curves : Stella
- 2000 : Vice : Savannah Logan
- 2000 : Haute voltige sur Miami (Cutaway) (TV) : Star
- 2001 : L'Élite (The Elite) : Lena
- 2005 : Scarred (vidéo) : Heather Hansen
- 2012 : Dans la tête de Charles Swan III (A Glimpse Inside the Mind of Charles Swan III) de Roman Coppola